# Rives-d'Autise
Rives-d'Autise é uma comuna francesa na região administrativa do País do Loire, no departamento da Vendeia. Estende-se por uma área de 32.03 km². Em 2010 a comuna tinha 2 155 habitantes (densidade: 67,3 hab./km²).
Foi criada em 1 de janeiro de 2019, a partir da fusão das antigas comunas de Nieul-sur-l'Autise (sede da comuna) e Oulmes.